# Augustin Koch
Augustin Koch (* 13. Juni 1754 in Žďár nad Sázavou; † 24. November 1831 in Rajhrad) war ein mährischer Benediktiner und Abt der Abtei Rajhrad in Mähren.

## Leben
Augustin Koch wurde 1754 im Schatten der Zisterzienserabtei Saar geboren, wo er auch seine Schulbildung erhielt. In die Propstei Raigern eingetreten und 1779 zum Priester geweiht, versah er dann Pfarrstellen in Domaschow und Schwarzkirchen (dort 25 Jahre). Er interessierte sich sehr für Landwirtschaft und verbesserte den Ertrag der Pfarrgüter. Nachdem Kaiser Franz I. 1813 die Propstei Raigern von der Abtei Břevnov gelöst und eine Abtwahl gestattet hatte, wurde Koch am 18. Mai 1813 zum ersten Abt gewählt.
Auch hier, wie schon auf seinen Pfarrstellen, machte er durch Einführung neuer landwirtschaftlicher Methoden die umfangreichen, aber durch die napoleonischen Kriege verwüsteten Stiftsländereien zu einem Mustergut, das im In- und Ausland große Beachtung fand.